# 卡利美洲
卡利美洲体育协会（西班牙語：Corporación Deportiva América，通常称之为卡利美洲）是哥伦比亚足球俱乐部，位于卡利。俱乐部创建于1927年，卡利美洲被广泛认定为哥伦比亚足球史上最知名最富有传统的球队之一，球队是哥伦比亚足球甲级联赛夺冠次数第二多的俱乐部。是公认的南美足球豪门，球队以高效的进攻和攻防的快节奏著称。卡利美洲也出产了众多球星。